# Gardy Granass
Gardy Granass, manchmal auch Gardy Granaß (* 7. Januar 1930 in Berlin; gebürtig Hildegard Erika Charlotte Granass), ist eine ehemalige deutsche Schauspielerin.

## Leben
Sie erhielt mit sechs Jahren Ballettunterricht bei Tatjana Gsovsky, trat in Kinderballetts auf und bekam 1946 an der Städtischen Oper Berlin ihr erstes Engagement. Nach Schauspielunterricht bei Herma Clement spielte sie in Baden-Baden und Wiesbaden Theater.
Gardy Granass wirkte vor allem in Heimatfilmen mit. Bereits 1949 im Alter von 19 Jahren spielte sie zusammen mit Gustav Knuth und René Deltgen in dem Spielfilm Tromba unter der Regie von Helmut Weiss. Im Jahr 1952 wurde sie für ihre Rolle in Heidelberger Romanze als beste Nachwuchsschauspielerin mit dem Bundesfilmpreis „Goldene Dose“ ausgezeichnet. Doch erst als sie Mitte der 1950er-Jahre in den Filmen Drei Mädels vom Rhein (mit Fita Benkhoff und Paul Henckels), Schwarzwaldmelodie (mit Claus Biederstaedt, Willy Fritsch und Walter Giller) und Die Christel von der Post (mit Hardy Krüger und Gunther Philipp) auftrat, erlangte sie große Popularität. Auch spielte sie vermehrt unter dem Regisseur Paul Verhoeven und in Filmen, die von Kurt Ulrich produziert wurden.
Doch zu Beginn der 1960er-Jahre wurden die Filmrollen von Gardy Granass kleiner. Nach drei Auftritten im Fernsehen in Francis Durbridges Das Halstuch (1962), in Das Kriminalmuseum und in der Serie Landarzt Dr. Brock (1965) beendete sie ihre Schauspieltätigkeit. Den größten Erfolg hatte der Straßenfeger Das Halstuch, in dem sie die unauffällige Ehefrau von Inspektor Yates (Heinz Drache) spielte. Der Sechsteiler war mit Albert Lieven, Horst Tappert, Dieter Borsche, Margot Trooger, Erwin Linder, Hellmut Lange und Erica Beer hochkarätig besetzt. Drei Jahre zuvor sah man sie neben Willy Millowitsch und Elsa Scholten in der Komödie Der müde Theodor, einer Fernseh-Übertragung aus dem Kölner Millowitsch-Theater.
1976 synchronisierte sie Karen Grassle (als Caroline Ingalls (1. Stimme) (ARD)) in der US-Serie Unsere kleine Farm (1974–1983).
Gardy Granass heiratete 1979 Werner Hess, der ab 1962 Intendant des Hessischen Rundfunks war. Werner Hess starb am 11. April 2003 im Alter von 88 Jahren in München, wo Gardy Granass auch heute noch wohnt.

## Filmografie
- 1949: Tromba
- 1950: Kein Engel ist so rein
- 1951: Heidelberger Romanze
- 1952: Ein ganz großes Kind
- 1953: Tingeltangel (Praterherzen)
- 1953: Hochzeit auf Reisen
- 1953: Rote Rosen, rote Lippen, roter Wein
- 1955: Ein Herz bleibt allein
- 1955: Das fröhliche Dorf
- 1955: Drei Mädels vom Rhein
- 1956: Der Mustergatte
- 1956: Schwarzwaldmelodie
- 1956: Tausend Melodien
- 1956: Schiffchen zu 100 Francs (TV)
- 1956: Die Christel von der Post
- 1956: TKX antwortet nicht (Si tous les gars du monde)
- 1957: Frühling in Berlin
- 1957: Drei Mann auf einem Pferd
- 1957: Die große Chance
- 1957: Hoch droben auf dem Berg
- 1958: Ein weißer Elefant (TV)
- 1958: Piefke, der Schrecken der Kompanie
- 1959: Der müde Theodor (TV)
- 1960: Wenn die Heide blüht
- 1960: Mal drunter – mal drüber
- 1960: Sie können’s mir glauben (TV)
- 1960: Sie schreiben mit (TV-Serie)
- 1962: Theorie und Praxis (TV)
- 1962: Das Halstuch (TV-Sechsteiler)
- 1963: Die Unzufriedenen (TV)
- 1963: Der 42. Himmel
- 1964: Der Füllfederhalter (TV-Serie Das Kriminalmuseum)
- 1965: Der Mann aus Australien (TV-Serie Sie schreiben mit)
- 1965: Kinderloses Ehepaar sucht Wohnung (TV-Serie Sie schreiben mit)
- 1966: Die Annonce (TV-Serie Sie schreiben mit)
- 1967–1968: Landarzt Dr. Brock (TV-Serie)
- 1967–1968: Großer Mann was nun? (TV-Serie)
- 1969: Der goldene Kompass (TV-Serie Sie schreiben mit)
- 1974: Der Stromausfall (TV-Serie Unter einem Dach)
- 1979: Die Koblanks (TV-Serie)
- 1982: Tote schlafen nicht (TV-Serie Unheimliche Geschichten)